# Up (àlbum)
Up és l'onzè àlbum d'estudi de la banda estatunidenca de rock alternatiu R.E.M., publicat el 26 d'octubre de 1998 per Warner Bros. Records i amb la producció de Pat McCarthy.
Fou el primer treball de la banda sense el seu bateria original Bill Berry, però la banda va preferir continuar com a trio enlloc de buscar-li un substitut. Quan Berry va abandonar la banda, a l'octubre de 1997, ja havien començat a treballar en aquest disc, de manera que la seva participació encara es podria notar en el seu so. Durant les sessions d'enregistrament va utilitzar diversos bateries i caixa de ritmes.

## Producció
Seguint la trajectòria marcada pel seu anterior treball, New Adventures in Hi-Fi, R.E.M. va continuar endinsant-se en la música electrònica. Per fer més evident aquest canvi van decidir canviar la producció musical, deixant a Scott Litt després de deu anys de relació, i van comptar amb Pat McCarthy i la col·laboració de Nigel Godrich, productor de Radiohead. Durant el procés d'enregistrament no van faltar les crisis internes i reconsideracions de continuar endavant amb el projecte.
En aquest àlbum van trencar una tradició de la banda ja que per primera vegada van incloure totes les lletres de les cançons en el llibret, una fet que ja repetirien en la resta d'àlbums posteriors. Els seus membres van decidir aplicar aquest canvi perquè consideraven que les lletres eren molt boniques, n'estaven molt orgullosos i així podien demostrar que eren una banda nova.
L'àlbum va arribar al tercer lloc de la llista estatunidenca i el segon en la britànica, però això no es va correspondre en èxit comercial ja que fou el disc amb menor nombre d'unitats venudes en forces anys. La crítica va assenyalar que musicalment s'allunyava massa del seu so habitual, el seu so era estrany i difícil d'entendre pels seus seguidors. Malgrat que la planificació inicial descartava una gira, finalment van muntar una gira curta a l'estiu de 1999 amb concerts per Europa i Amèrica.
L'any 2005, Warner Bros. va rellançar l'àlbum amb una edició doble formada per un CD i un DVD d'àudio, i el llibret del CD original amb notes addicionals. El pas del temps ha beneficiat la seva revalorització, i diversos mitjans el van acabar incloent en les llistes del millors àlbums de la dècada, i especialment com un dels treballs més infravalorats.

## Llista de cançons
Totes les cançons foren escrites i compostes per Peter Buck, Mike Mills i Michael Stipe, excepte «Hope» amb la col·laboració de Leonard Cohen. 
| 1.            | «Airportman»           | 4:12  |
| 2.            | «Lotus»                | 4:30  |
| 3.            | «Suspicion»            | 5:36  |
| 4.            | «Hope»                 | 5:02  |
| 5.            | «At My Most Beautiful» | 3:35  |
| 6.            | «The Apologist»        | 4:30  |
| 7.            | «Sad Professor»        | 4:01  |
| 8.            | «You're in the Air»    | 5:22  |
| Durada total: | Durada total:          | 36:48 |

| 9.            | «Walk Unafraid»                                          | 4:31  |
| 10.           | «Why Not Smile»                                          | 4:03  |
| 11.           | «Daysleeper»                                             | 3:40  |
| 12.           | «Diminished» (inclou la cançó oculta «I'm Not Over You») | 6:01  |
| 13.           | «Parakeet»                                               | 4:09  |
| 14.           | «Falls to Climb»                                         | 5:06  |
| Durada total: | Durada total:                                            | 27:30 |

- Cohen no va estar directament involucrat en la composició de la cançó «Hope», però la banda el va citar com a compositor per la similitud en la melodia i la mètrica amb la seva cançó «Suzanne».

## Posició en llistes
| Llista (1998) | Posició | Certificacions |
| ------------- | ------- | -------------- |
| Alemanya      | 1       |                |
| Austràlia     | 5       | 1x Or          |
| Canadà        | 2       |                |
| Estats Units  | 3       | 1x Or          |
| Espanya       |         | 1x Or          |
| Europa        |         | 1x Platí       |
| França        | 9       | 1x Or          |
| Itàlia        | 2       | [ 7 ]          |
| Japó          | 47      |                |
| Regne Unit    | 2       | 1x Platí       |

## Crèdits
R.E.M.
- Peter Buck – guitarra, baix, teclats, bateria, percussió
- Mike Mills – baix, teclats, guitarra, veus addicionals
- Michael Stipe – cantant, guitarra

Tècnics
- Nigel Godrich – enginyeria
- Barrett Martin – bateria, percussió
- Pat McCarthy – producció
- Scott McCaughey – teclats, percussió
- Joey Waronker – bateria, percussió